# Camp de tir amb arc del Parc Olímpic de Pequín
El Camp de tir amb arc del Parc Olímpic de Pequín és una instal·lació temporal a Pequín (La Xina) on se celebraran les competicions de tir amb arc dels Jocs Olímpics de 2008.
Està ubicat en la part nord del Parc Olímpic, districte de Chaoyang, al nord de la capital xinesa, a prop del Gimnàs Nacional de Pequín.